# Sigismund 1. af Polen
Sigismund I af Polen (polsk: Zygmunt I Stary, litauisk: Žygimantas I Senasis; født 1. januar 1467, død 1. april 1548) var konge af Polen og Storfyrste af Litauen fra 1506 til 1548. Han sikrede blandt andet Polens suverænitet over Østpreussen. Han var ofte i strid med den polske adel, der mente at han forsøgte at udvide kongemagten og i 1512 tvang ham til at indgå ægteskab med Barbara, datter af prins Stephen Zápolya af Ungarn med henblik på at indgå en fredstraktat med Ungarn og producere en arving. Hun døde imidlertid tre år senere og efterlod blot to døtre. I 1518 giftede han sig igen, denne gang med Bona Sforza af den mægtige italienske slægt Sforza, og ægteskabet bragte sønnen, den kongelige arving Sigismund II af Polen samt fire døtre. Af hans døtre, blev prinsessen Isabella dronning af Ungarn, prinsessen Katarina dronning af Sverige, samt prinsessen Anna dronning af Polen, gift med ungarske Stefan Báthory, der i kraft af ægteskabet blev valg-kongen af Polen.
Efter Freden i Thorn (1466) var Den Tyske Ordens resterende preussiske områder kommet under den polske krones lensoverhøjhed, men Albrecht af Preussen nægtede at aflægge troskabseden over for Sigismund og førte krig mod denne fra 1519. Krigen kom til en foreløbig afslutning i 1521, da der blev indgået en fireårig våbenstilstandsaftale. I 1525 sluttede parterne fred han, da Albrecht anerkendt Sigismund som overherre og til gengæld fik Østpreussen som arveligt len.  
Sigismund indlemmede i 1529 grevskabet of Mazovia (nu provinsen Warszawa) og slog en invasionsstyrke fra Moldavien tilbage i 1531. I 1535 var det Storfyrstendømmet Moskva, der forsøgte en invasion, men den ble slået tilbage af den polske hær, hvorved Sigismund sikrede landets østlige grænse.
Sigismund inviterede på opfordring fra sin hustru Bona italienske kunstnere til Krakow og fremmede hermed udviklingen af den polske variant af italiensk renæssancekunst. Skønt han var overbevist katolik, tolererede han både den græsk ortodokse kirke og senere den lutheranske protestantisme, ligesom han garanterede kongelig beskyttelse af jøderne.